# Rozłazinko
Rozłazinko (kaszb. Nowé Rozłazëno) – przysiółek wsi Rozłazino w Polsce, położony w województwie pomorskim, w powiecie wejherowskim, w gminie Łęczyce. Jest częścią sołectwa Rozłazino.
Pomiędzy 1945–1954 przysiółek administracyjnie należał do województwa gdańskiego, powiatu lęborskiego, gminy Rozłazino.

Po zniesieniu gmin i pozostawieniu w ich miejscu gromad, w latach 1957-1975 przysiółek administracyjnie należała do województwa gdańskiego, powiatu lęborskiego.

W latach 1975–1998 przysiółek administracyjnie należał do województwa gdańskiego.

Obecnie przysiółek zaliczany jest do ziemi lęborskiej włączonej w skład powiatu wejherowskiego.
Wskazówka – istnieje również wariant nazewniczy Nowe Rozłazino.